# Glaucidium bolivianum
Mocho-pigmeu-dos-yungas ou caburé-das-iungas (Glaucidium bolivianum) é uma espécie de ave da família Strigidae. Pode ser encontrada na Argentina, Bolívia e Peru.